# 보헤미아

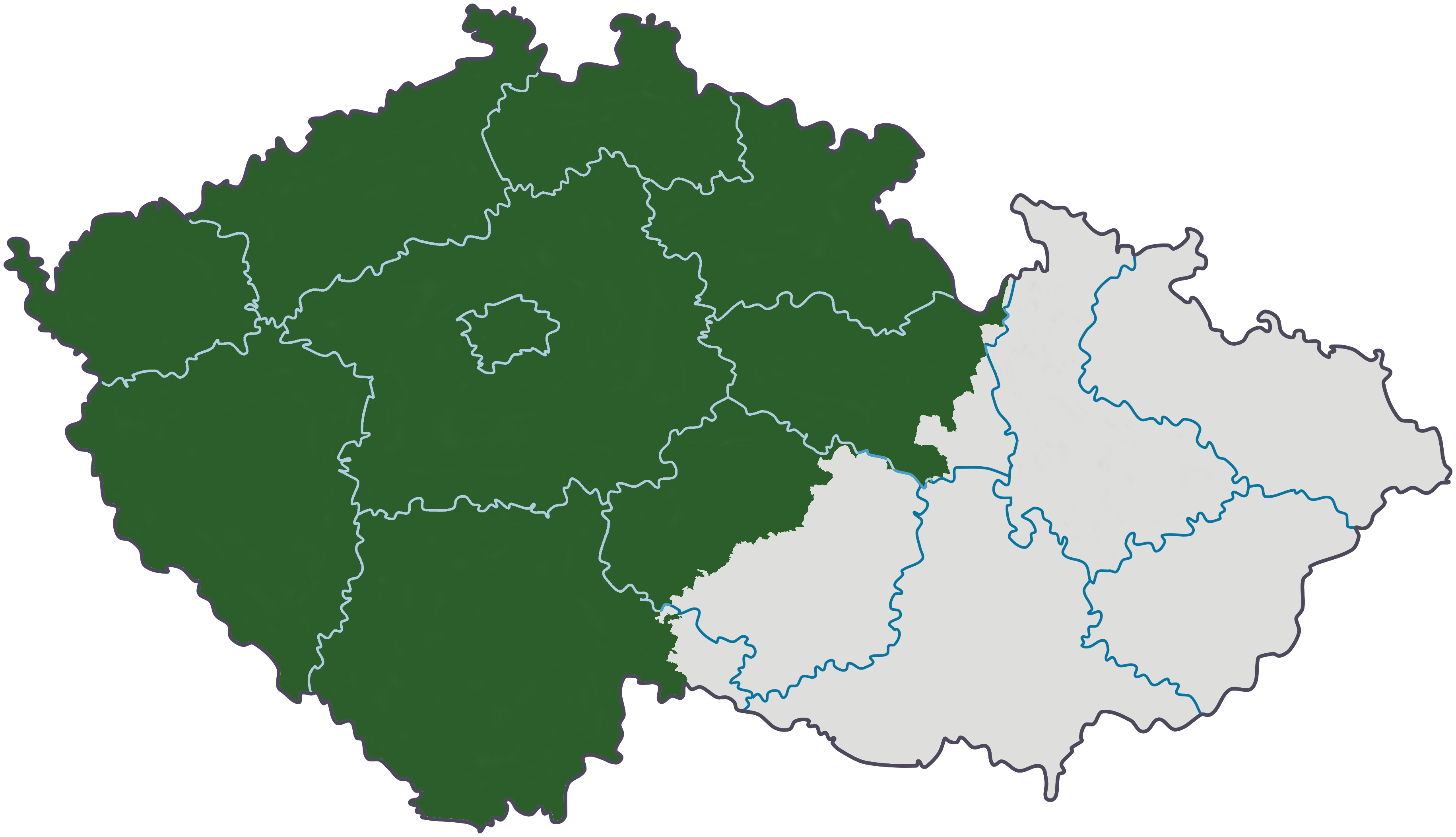
현존 체코 공화국 내에서의 보헤미아 지역(녹색)

보헤미아의 기

보헤미아의 문장

보헤미아(Bohemia, 독일어: Böhmen 뵈멘[*]) 또는 체히(체코어: Čechy)는 현재 체코 공화국을 구성하고 있는 세 역사적 지방 중의 하나이다. 오늘날 체코의 서부와 중부 지역에 해당하며 면적은 52,750 평방 킬로미터, 인구는 약 6백 25만이다. 체코 공화국을 구성하는 또 다른 지방은 모라바와 체코령 실레시아인데, 이것은 역사적 지역 구분으로서 현대적인 행정 구역과는 차이가 있다. 보헤미아는 처음에는 체코 왕국의 정치적 중심이었고 점차 여기에 모라바, 실레시아, 루사티아가 추가되었다.
이 지방의 명칭은 서슬라브 계통의 부족 명칭인 '체시'(Češi)와 관련이 있는 것으로 알려져 있다. 체코 사람을 남성은 체흐(체코어: Čech), 여성은 체슈카(체코어: Češka)라고 하며 복수는 체시(체코어: Češi)가 된다. 이 표현은 현재 체코 공화국의 전체 주민을 가리키는 말이 아니라 보헤미아 지방의 주민을 가리키는 말이다. 라틴어로는 이 지역을 보헤미아(Bohemia)라고 불렀다. 이것은 기원전 4세기부터 기원후 1세기까지 이 지역에 거주한 선주민인 보이오하이뭄 (Boiohaemum)이라는 켈트 계통의 부족의 이름에서 유래한 것으로 알려져 있다.

## 체히와 체코
1993년 체코슬로바키아가 무너진 뒤에 수립된 체코 공화국이라는 나라를 평상시에 한 단어로 지칭할 것인가 하는 문제가 생겨났다. '체히'(Čechy)라는 명칭을 나라 전체에 대해 사용하는 것은 모라바와 체코령 실레시아에서는 올바르지 않을 뿐 아니라 모욕적으로 들릴 수도 있기 때문이다. 이 문제에 대해서 상원에서 공개적으로 매우 활발한 토론이 이루어졌다.
나라 전체를 지칭하는 올바른 이름으로 전문가들은 '체스코'(Česko)를 제안했지만 이 명칭은 강력한 반대에 부딪혔다. 대다수의 사람들이 이 명칭이 듣기 싫으며 불필요하고 낯선 표현이라고 느꼈기 때문이다. (그러나, 사실 이 표현은 체코슬로바키아가 무너지기 전에도 오랫동안 사용되어 오던 것이었다.) 그러나 매스미디어에서 '체스코'라는 표현을 사용함으로써 점차 그 사용이 정착되고 있다.

## 주요 도시
다음은 보헤미아 지방에 있는 주요 도시들의 목록이다. 괄호 안은 인구 수이다.
- 프라하 (1,178,576)
- 플젠 (166,274)
- 리베레츠 (99,832)
- 체스케부데요비체 (98,876)
- 흐라데츠크랄로베 (98,163)
- 우스티나트라벰 (96,428)

## 같이 보기
- 체코
- 모라바
- 루사티아
- 슬로바키아

## 참고 문헌
- Dušan Třeštík: Počátky Přemyslovců. NLN, Praha 1999, 660 pp., ISBN 80-7106-138-7